# الإيدز في الأردن
ينتشر فيروس نقص المناعة البشرية/الإيدز في الأردن (بالإنجليزية: HIV/AIDS in Jordan)‏، ولكن تجاهل التدابير الوقائية، قد يؤدي إلى زيادة نسبة فيروس نقص المناعة البشرية/الإيدز وغيره من الأمراض المعدية مما يترتب على ذلك عواقب اجتماعية واقتصادية كبيرة.
في عام 2007، كان هناك ما يقدر بنحو 380,000 شخص مصاب ب فيروس نقص المناعة البشرية / الإيدز، وفقا لبرنامج الأمم المتحدة المشترك لمكافحة الإيدز. على الرغم من أن الأرقام منخفضة بالمقارنة مع جنوب أفريقيا أو آسيا، إلا أنها لا تزال تشكل مصدرًا للقلق، لا سيما أنها ترتفع بسرعة، خاصةً بين المجموعات المعرضة للخطر، مثل متعاطي المخدرات بالحقن والشباب سرِيْع التّأثُّر. غير أن الرصد المنتظم للوباء بعيد عن الاكتمال. لا تزال أنظمة المراقبة غير كافية في تغطيتها للمجموعات المعرضة للخطر ولذلك لا تعكس السلوكيات المحفوفة بالمخاطر أو تقدم معدلات انتشار.
وبالإضافة إلى الرقابة الضعيفة، فإن تبني الممارسات الوقائية محدود للغاية، ولا تزال مشاركة منظمة الصحة العالمية والمجتمع المدني في الاستجابة لفيروس نقص المناعة البشرية/الإيدز، وعلى الرغم من بعض التقدم، إلى أن المواقف العامة والمؤسسات والقوانين لا تسهل في كثير من الأحيان تنفيذ استجابة موسعة. تتمثل الخطوة الأولى في معالجة انتشار فيروس نقص المناعة البشرية/الإيدز في إدراك وجود المرض والأنماط الاجتماعية والثقافية والسياسية والاقتصادية.
على الرغم من أن وزارة الصحة أفادت بأنه تم تشخيص 550 حالة إصابة بفيروس نقص المناعة البشرية/الإيدز في الأردن اعتبارًا من ديسمبر 2007، فإن العدد الفعلي يعتقد أنه أعلى بكثير بسبب نقص الإبلاغ بالإصابة. بالنسبة للحالات المشخصة، شملت طرق الانتقال 16.5 في المئة من خلال الدم ومنتجات الدم، و60 في المئة من خلال الانتقال الجنسي، و 3.3 في المئة عن طريق تعاطي المخدرات بالحقن. شكلت نسبة انتقال فيروس نقص المناعة البشرية بالولادة 1.5 في المئة، وكانت 18.2 في المئة من الحالات غير معروفة. بالإضافة إلى ذلك، هناك عدد كبير من الحالات المشخصة لفيروس نقص المناعة البشرية/الإيدز، من الأجانب في الأردن (185 أردني و365 أردني غير أردني). منذ تشخيص الحالة الأولى لفيروس نقص المناعة البشرية/الإيدز في الأردن في عام 1986، مات 85 أردنيًا بسبب الإيدز. لا يُعرف سوى القليل عن معدلات انتشار فيروس العوز المناعي البشري في الفئات السكانية المعرضة للخطر في الأردن.
أظهر تقييم أجري في عام 2003 لحوالي 1,200 امرأة تُقدم إلى عيادات التوليد وأمراض النساء في المراكز الحضرية في عمان والزرقاء والرصيفة، تفشي السيلان بنسبة 0.7 في المئة، والعدوى الكلاميديا بنسبة 1.2 في المئة، وداء المشعرات بنسبة 1.2 في المئة، والتهاب المهبل البكتيري بنسبة 5.4 في المئة، وداء المبيضات بنسبة 19.1 في المئة. تشير الاختلافات الإقليمية إلى أن المعدلات أعلى بكثير في بعض المواقع على المواقع الأخرى. لم يتم تحديد عدوى الزهري.
تسود وصمة العار والتمييز، حيث أن 29٪ من النساء المتزوجات في الدراسة الاستقصائية الديمغرافية والصحية 2002 لم يرغبن في رعاية في المنزل، في حين أن 63.5٪ من الشباب يعتقدون أنه ينبغي عزل مرضى الإيدز.
تشكل الحساسيات الثقافية للأردن أكبر تهديد لخطر انتشار في البلاد. بسبب الصعوبات في مناقشة المسائل الجنسية، لا يزال العديد من الأردنيين يحملون أفكاراً خاطئة حول فيروس نقص المناعة البشرية/الإيدز. وقد وجدت دراسة أجريت عام 2005 عن عامة السكان أن الحديث عن فيروس نقص المناعة البشرية/الإيدز لا يزال من المحرمات وأن منظمة الصحة العالمية لا تزال تواجه وصمة العار والتمييز. على سبيل المثال، قال 65٪ من النساء والرجال أنه لا ينبغي السماح للأشخاص المصابين بفيروس الإيدز بالعمل مع آخرين في المتاجر أو المكاتب أو في المزارع، حتى إذا لم يشعروا بالمرض. لم يفهم الكثير من الناس الذين أجابوا على الاستطلاع كيفية الوقاية من فيروس نقص المناعة البشرية / الإيدز.
في حالتين جديدتين من السل (لكل 100.000 شخص) (منظمة الصحة العالمية 2005)، فإن نسبة الإصابة بالسل في الأردن منخفضة نسبياً. حاليًا، أقل من 1 في المئة من مرضى السل الكبار مصابون بفيروس نقص المناعة البشرية. ومع ذلك، فإن المتابعة المستمرة ضرورية لأن الزيادة في معدل الإصابة بعدوى فيروس العوز المناعي البشري يمكن أن تزيد من تعقيد محاربة المرضين في الأردن.

## استجابة وطنية
يتسم رد الأردن الوطني على فيروس نقص المناعة البشرية / الإيدز بالتزام سياسي قوي بالتصدي لفيروس نقص المناعة البشرية. تتم إدارة الاستجابة من خلال البرنامج الوطني لمكافحة الإيدز في وزارة الصحة (NAP) ويشمل تشكيل لجنة وطنية لمكافحة الإيدز وتعيين مدير لبرنامج الإيدز. تستمر وزارة الصحة في دعم خدمة نقل الدم الوطنية، وإجراء اختبار إجباري لفيروس نقص المناعة البشرية، وإجراء رقابة قوية للأجانب المقيمين في الأردن، وتوفير العقاقير المضادة للفيروسات للأردنيين المصابين بفيروس نقص المناعة البشرية. يوجد حاليا 12 مسؤول اتصال جزئي غير متفرغ مسؤولون عن فيروس نقص المناعة البشرية / الإيدز في جميع محافظات البلد.
في عام 2005، أطلق الأردن الاستراتيجية الوطنية لمكافحة فيروس نقص المناعة البشرية/الإيدز (2005-2009)، والتي تحدد الأهداف والغايات والمبادرات الرئيسية للاستجابة. الهدف الرئيسي هو الحد من معدل انتشار فيروس نقص المناعة البشرية بين السكان وجميع الفئات السكانية في الأردن.
تلقى الأردن تمويلاً من الصندوق العالمي لمكافحة الإيدز والسل والملاريا من أجل تعزيز وتوسيع أنشطة الوقاية والرعاية والدعم المتعلقة بفيروس نقص المناعة البشرية/الإيدز منذ عام 2003. وفي يوليو/تموز 2007، مُنحت وزارة الصحة مبلغ 1.25 مليون دولار من الصندوق العالمي للحفاظ على مستوى منخفض لانتشار فيروس نقص المناعة البشرية بين سكانها.